# اوسومی (ماهواره)
اوسومی (به ژاپنی: おおすみ) و (انگلیسی: Ohsumi) نخستین ماهواره ژاپنی است که به مدار زمین وارد شد. این ماهواره در ۱۱ فوریه ۱۹۷۰ در ساعت 04:25 UTC با یک موشک Lambda 4S-5 از مرکز فضایی اوچینورا توسط انستیتوی علوم فضایی و علوم هوانوردی، دانشگاه توکیو، که اکنون بخشی از آژانس کاوش‌های هوافضای ژاپن (JAXA) پرتاب شد.
ژاپن چهارمین کشور پس از اتحاد جماهیر شوروی، ایالات متحده و فرانسه بود که به تنهایی یک ماهوارهٔ مصنوعی را با موفقیت در مدار زمین قرار داد. این ماهواره به نام شبه جزیره اوسومی در استان کاگوشیما، ژاپن، جایی که محل پرتاب در آن واقع شده‌است، نامگذاری شده‌است.